# Dobsonia minor
Dobsonia minor је врста слепог миша из породице великих љиљака (Pteropodidae).

## Распрострањење
Врста има станиште у Индонезији и Папуи Новој Гвинеји.

## Станиште
Станишта врсте су шуме и мочварна подручја. Врста је присутна на подручју острва Нова Гвинеја.

## Начин живота
Женка обично окоти по једно младунче.

## Угроженост
Ова врста је наведена као последња брига, јер има широко распрострањење и честа је врста.